# Bonesteel
Bonesteel – miasto w Stanach Zjednoczonych, w stanie Dakota Południowa, w hrabstwie Gregory.